# Violoncellokonzert (Prokofjew)
Das Violoncellokonzert e-Moll, op. 58 ist ein Violoncellokonzert des russischen Komponisten Sergej Prokofjew. Es bildete die Grundlage für die Neubearbeitung durch Prokofjew, die als Sinfonia Concertante, op. 125 bekannt wurde.

## Entstehung
Die ersten Skizzen zum Violoncellokonzert e-Moll, op. 58 entstanden im Sommer 1933, den Prokofjew zunächst allein in Paris und dann mit seiner Familie am Mittelmeer in Sainte-Maxime auf dem Gut Les Pins Parasols verbrachte. Wegen der Arbeit an der Filmmusik zu Alexander Newski unterbrach Prokofjew 1938 die Arbeit, stellte das Konzert aber noch im selben Jahr fertig. Die Moskauer Uraufführung am 26. November 1938 durch das symphonische Orchester der UdSSR unter Leitung von Alexander Melik-Paschajew war jedoch ein Misserfolg, was nicht zuletzt auf das mangelnde Verständnis des Cellisten Lew Beresowski zurückging. Aber auch Freunde des Komponisten hatten Einwände; Mjaskowski notierte in seinem Tagebuch: „Irgendwas fehlt.“ Aufgrund von Mjaskowskis Einwänden entschloss sich Prokofjew zu einer gründlichen Umarbeitung, die vor allem die Violoncello-Kadenz betraf; diese Version von op. 58 machte 1940 der Cellist Gregor Piatigorsky in den Vereinigten Staaten bekannt. 1947 erlebte der Komponist eine Aufführung des lang vergessenen Werks durch den jungen Rostropowitsch; dieser schlug darauf Prokofjew vor, eine zweite Neufassung des Konzerts für ihn zu schreiben.
Es wurde 1950, bis Prokofjew dies in Angriff nahm und zusammen mit Rostropowitsch auf dem Landgut Nikolina Gora an der sinfonischen Neufassung des Cellokonzertes arbeitete. Dazu wertete der Komponist Partituren von Cellosonaten aus, die Rostropowitsch mitbrachte, u. a. Werke von Dawydow. Die gemeinsame Arbeit mündete in das Sinfonische Konzert für Violoncello und Orchester, op. 125 in e-Moll, das am 18. Februar 1952 im Moskauer Konservatorium vom Moskauer Jugendorchester  und der Leitung von Swjatoslaw Richter stattfand, der hierbei erstmals als Dirigent in Erscheinung trat.; Solist war selbstverständlich der Widmungsträger Mstislaw Rostropowitsch.

## Zur Musik
Prokofjews Biograf Nestjew sprach vor dem Hintergrund der sowjetischen Musikästhetik „von einer Vereinigung des alten und des neuen Prokofjew:“ „Klangliche wie harmonische Schärfe und eine gewisse Manieriertheit einerseits, sowie lyrische dem Soloinstrument gemäße Themen und Frische der Modulation andererseits seien dort gleichermaßen präsent.“ Es handele sich um eines der schwierigsten Werke der Violoncello-Literatur: „Unter Nutzung der tiefen Baßregister bis hin zu zartesten Violinklangfarben erscheint hier eine Vielfalt und Kühnheit technischer Mittel. Springbogen, Arco-Pizzicato-Wechsel, zwei- oder vierstimmige Melodieführung sowie wirbelnd-virtuose Passagen sind nichts Ungewöhnliches.“
Das Konzert gliedert sich in die drei Teile
1. Andante – Poco meno mosso (andante assai) – Adagio
2. Allegro giusto
3. Tema (allegro) – Interludio 1 – Variations 1–3 – Interludio 2 – Variation 4 – Reminiscenza (meno mosso) – Coda (poco sostenuto) – Più mosso

## Aufnahmen
- Walter Süskind –  Wiener Philharmoniker, Janos Starker, Cello
- Andrew Litton – Bergen Philharm. Orchestra (2009), Alban Gerhardt, Cello